# Provincia de Ñuble (1974-2018)
La provincia de Ñuble fue una antigua subdivisión administrativa que formaba parte de la región del Biobío de la República de Chile, con una superficie total de 13 178,5 km² y administrativamente estaba constituida por 21 comunas. Poseía, en 2017, una población de 441 604 habitantes. Su capital fue la ciudad de Chillán. Limitaba al norte con las provincias de Linares y Cauquenes de la región del Maule, al suroeste con la provincia de Concepción, al sur con la provincia de Biobío, al este con Argentina y al oeste con el océano Pacífico.
En agosto de 2015 se anunció el envío de un proyecto de ley, firmado por la presidenta Michelle Bachelet, para convertir a esta provincia en la Región de Ñuble. El proyecto de ley, aprobado y promulgado en agosto de 2017, suprimió la provincia de Ñuble, creando con su territorio la nueva región, vigente desde el 6 de septiembre de 2018.

## Historia
Durante el proceso de regionalización, se creó la provincia de Ñuble a partir de la antigua provincia de Ñuble (con rango equivalente a las actuales regiones) y:
- se le agregaron las comunas y subdelegaciones de Coelemu y Ránquil, segregadas del Departamento de Tomé (Provincia de Concepción), y
- se le segregó la comuna y subdelegación de Tucapel del Departamento de Yungay a la Provincia de Biobío.

Durante el tiempo que estuvo vigente, con sus 21 comunas, fue junto a la Provincia de Cautín, la provincia con mayor cantidad de comunas del país.

## Autoridades

### Gobernadores provinciales

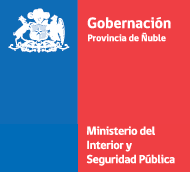
Logotipo de la Gobernación de la Provincia de Ñuble hasta 2018.

Debido al proceso de regionalización llevado a cabo en la década de 1970, la Provincia de Ñuble con cabecera en la ciudad de Chillán, fue regida por el Gobernador Provincial de Ñuble.
Los siguientes fueron los últimos gobernadores provinciales de Ñuble:
| Gobernador/a                    | Partido                    | Partido | Período                                        | Presidente/a            | Presidente/a      |
| ------------------------------- | -------------------------- | ------- | ---------------------------------------------- | ----------------------- | ----------------- |
| Carlos Abel Jarpa Wevar         |                            | PRSD    | 11 de marzo de 1990 - 11 de marzo de 1994      |                         | Patricio Aylwin   |
| Carlos Abel Jarpa Wevar         | 11 de marzo de 1994 - 1996 | PRSD    |                                                | Eduardo Frei Ruíz-Tagle |                   |
| Hugo Fuentealba Salinas         |                            | PRSD    | 1996 - 11 de marzo de 2000                     | Eduardo Frei Ruíz-Tagle |                   |
| José Patricio Huepe García      |                            | PDC     | 11 de marzo de 2000 - 21 de septiembre de 2005 |                         | Ricardo Lagos     |
| Carlos Arzola Burgos            |                            | PDC     | 2 de octubre de 2005 - 11 de marzo de 2006     |                         | Ricardo Lagos     |
| Ignacio Marín Correa            |                            | PDC     | 11 de marzo de 2006 - 11 de marzo de 2010      |                         | Michelle Bachelet |
| Eduardo Durán Salinas           |                            | RN      | 11 de marzo de 2010 - 11 de marzo de 2014      |                         | Sebastián Piñera  |
| Cristian Fernández Gómez        |                            | Ind-MAS | 11 de marzo de 2014 - 18 de marzo de 2014      |                         | Michelle Bachelet |
| Lorena Vera Arriagada           |                            | MAS     | 19 de marzo de 2014 - 10 de noviembre de 2016  |                         | Michelle Bachelet |
| Erwin Campos Cáceres (Suplente) |                            | PRSD    | 10 de noviembre de 2016 - 27 de enero de 2017  |                         | Michelle Bachelet |
| Álvaro Miguieles                |                            | MAS     | 27 de enero de 2017 - 11 de marzo de 2018      |                         | Michelle Bachelet |
| Paola Becker Villa              |                            | RN      | 11 de marzo de 2018 - 6 de septiembre de 2018  |                         | Sebastián Piñera  |

## Organización territorial
La provincia estuvo constituida por 21 comunas:
1. Bulnes
2. Chillán
3. Chillán Viejo
4. Cobquecura
5. Coelemu
6. Coihueco
7. El Carmen
8. Ninhue
9. Ñiquén
10. Pemuco
11. Pinto
12. Portezuelo
13. Quillón
14. Quirihue
15. Ránquil
16. San Carlos
17. San Fabián
18. San Ignacio
19. San Nicolás
20. Treguaco
21. Yungay

### Territorios de planificación
El MIDEPLAN designó territorios de planificación dentro de la provincia, como los denominados Valle del Itata, Chillán, Punilla y Laja Diguillín.
- Valle del Itata

Coelemu, Quillón, Ránquil, Trehuaco, Cobquecura, Quirihue, Portezuelo, Ninhue y San Nicolás.
- Chillán

Chillán.
- Punilla

Ñiquén, San Carlos, San Fabián de Alico y Coihueco.
- Laja Diguillín[13]

Chillán Viejo, Bulnes, San Ignacio, El Carmen, Pemuco, Yungay y Pinto.